# Granollers Esportiu Bàsquet
Granollers Esportiu Bàsquet en la actualidad Club Bàsquet Granollers es el nombre oficial de un club de baloncesto de la ciudad de Granollers (Barcelona) España. Actualmente compite en la Tercera FEB. Fundado en 1932, es uno de los clubes de baloncesto más antiguos de España. En sus orígenes fue concebido como sección del club de fútbol Granollers Sport Club. En 1977 de la mano del entrenador Vicente Sanjuan consiguió el ascenso a la máxima categoría del baloncesto español, en la que se mantuvo hasta 1993.
A lo largo de su historia ha tenido diversas denominaciones, en función de la empresa que lo ha patrocinado. Entre 1977 y 1982 fue denominado CB Areslux Granollers, entre 1983 y 1988 Cacaolat Granollers. En 1989 el club se fusionó con el R. C. D. Español de baloncesto, pasando a denominarse Grupo IFA Granollers. En 1991 abandonó la dirección del club la empresa Unipublic y se creó la entidad Granollers Esportiu Bàsquet.

## Historia
Los años 80 fueron los mejores años en la historia del club. En la temporada 1982-1983 consiguió la tercera posición en la Liga Española de Baloncesto (1957-1983), con jugadores míticos como Joan Creus, Javier Mendiburu o Slab Jones y con Chus Codina de entrenador. En la 1984-1985 el quinto puesto en la Liga ACB, lo que le dio la oportunidad de disputar la Copa Korac de la temporada 1985-1986, en la que fue eliminado en cuartos de final. El Granollers jugó en la Copa Korac contra equipos de la categoría del Caserta del brasileño Oscar Schmidt o el Partizan de Belgrado. De esta época continuaban Mendiburu y Joan Creus, además del alero Juan Ramón Fernández, o los norteamericanos Charles Bradley y Victor Anger.
Esa misma temporada, la 1985-1986, fue subcampeón de la Copa Príncipe de Asturias de baloncesto: perdió la final, en Castellón, ante el Estudiantes, por 82-89.
El cambio de denominación de la entidad como Grupo IFA Granollers provocó también un aumento del presupuesto pero no así en los resultados. Se incorporaron jugadores como Santi Abad, Manel Bosch y Óscar Cervantes, pero los objetivos no se cumplieron.
Se dio la casualidad que en el año 1991 el Club Básquet Granollers contaba en sus filas con el campeón ACB de triples 1991, Oscar Cervantes y el campeón de mates NBA y de la ACB´91 Kenny Sky Walker
El Granollers fue dos veces subcampeón de la Liga Catalana de Baloncesto. En 1983 perdió la final ante el FC Barcelona, por 86-85. En 1989 volvió a perder la final ante el FC Barcelona, esta vez por 99-88. El club tuvo que renunciar por temas económicos a la liga ACB en 1993 y cayó en las categorías más bajas de la Federación Catalana de Baloncesto pasándose a llamar Club Bàsquet Granollers.
Desde la temporada 2002-2003, compitió ininterrumpidamente en Liga EBA durante 11 temporadas y fue Campeón de la Liga Catalana EBA en la temporada 2006-07. Tras la renuncia a la liga EBA en la campaña 2012-13, ha disputado varias temporadas en la Copa Catalunya, consiguiendo dos nuevos ascensos a la Liga EBA, el último en la temporada 2021-22. Desde entonces permanece en dicha categoría actualmente denominada Tercera FEB.

## Denominaciones
| - CB Granollers (1974-1977) - CB Areslux Granollers (1977-1983) - Cacaolat Granollers (1983-1989) - Grupo IFA Granollers (1989-1991) - Granollers EB (1991-1992) - BFI Granollers (1992-1993) - CB Granollers (1998-2002) - AEFE CB Granollers (2002-2004) - Gynea CB Granollers (2004-2006) |  | - Argenta CB Granollers (2006-2008) - CB Granollers Abolafio (2008-2010) - CB Granollers (2010-2019) - CB Granollers Blockchain BCN (2019-2020) - CB Granollers Pisos.com (2020-2021) - CB Granollers (2021-2022) - CB Granollers Pisos.com (2022-) |

## Trayectoria
| Temporada | Nivel | División         | Pos. | Postemporada               | TR      | PO  | Copa          | Copa | Comp. Europeas | Comp. Europeas |
| --------- | ----- | ---------------- | ---- | -------------------------- | ------- | --- | ------------- | ---- | -------------- | -------------- |
| 1970-71   | 3     | 3.ª División     | 8.º  | –                          | 14-1-11 | –   | –             | –    | –              | –              |
| 1971-72   | 3     | 3.ª División     | 2.º  | Promoción /Ascenso         | 19-7    | 4-1 | –             | –    | –              | –              |
| 1972-73   | 2     | 2.ª División     | 5.º  | –                          | 18-10   | –   | –             | –    | –              | –              |
| 1973-74   | 2     | 2.ª División     | –    | –                          | –       | –   | –             | –    | –              | –              |
| 1974-75   | 2     | 2.ª División     | 1.º  | Promoción                  | 18-4    | 3-3 | –             | –    | –              | –              |
| 1975-76   | 2     | 2.ª División     | 6.º  | –                          | 13-1-10 | –   | –             | –    | –              | –              |
| 1976-77   | 2     | 2.ª División     | 2.º  | Ascenso                    | 19-1-8  | –   | –             | –    | –              | –              |
| 1977-78   | 1     | 1.ª División     | 9.º  | –                          | 7-1-14  | –   | Copa del Rey  | FG   | –              | –              |
| 1978-79   | 1     | 1.ª División     | 6.º  | –                          | 11-11   | –   | Copa del Rey  | CF   | 3 Copa Korać   | SR             |
| 1979-80   | 1     | 1.ª División     | 5.º  | –                          | 9-3-10  | –   | Copa del Rey  | OF   | –              | –              |
| 1980-81   | 1     | 1.ª División     | 10.º | –                          | 9-1-16  | –   | Copa del Rey  | OF   | –              | –              |
| 1981-82   | 1     | 1.ª División     | 9.º  | –                          | 11-1-4  | –   | Copa del Rey  | CF   | –              | –              |
| 1982-83   | 1     | 1.ª División     | 3.º  | –                          | 17-2-7  | –   | Copa del Rey  | CF   | –              | –              |
| 1983-84   | 1     | Liga ACB         | 4.º  | Cuartos final (6.º)        | 18-10   | 1-2 | –             | –    | –              | –              |
| 1984-85   | 1     | Liga ACB         | 6.º  | Cuartos final (5.º)        | 11-17   | 3-2 | Copa Príncipe | SF   | –              | –              |
| 1985-86   | 1     | Liga ACB         | 8.º  | Cuartos final (8.º)        | 9-19    | 2-2 | Copa Príncipe | SC   | 3 Copa Korać   | CF             |
| 1986-87   | 1     | Liga ACB         | 8.º  | Octavos final (7.º)        | 11-17   | 2-3 | Copa del Rey  | CF   | –              | –              |
| 1986-87   | 1     | Liga ACB         | 8.º  | Octavos final (7.º)        | 11-17   | 2-3 | Copa Príncipe | CF   | –              | –              |
| 1987-88   | 1     | Liga ACB         | 9.º  | Cuartos final (7.º)        | 17-11   | 2-2 | Copa Príncipe | CF   | –              | –              |
| 1988-89   | 1     | Liga ACB         | 6.º  | Cuartos final (6.º)        | 18-18   | 0-2 | Copa del Rey  | PR   | –              | –              |
| 1989-90   | 1     | Liga ACB         | 8.º  | Cuartos final (8.º)        | 21-15   | 0-2 | Copa del Rey  | SF   | –              | –              |
| 1990-91   | 1     | Liga ACB         | 9.º  | PO permanencia (19.º)      | 14-20   | 4-4 | Copa del Rey  | PR   | –              | –              |
| 1991-92   | 1     | Liga ACB         | 14.º | Octavos final (12.º)       | 16-18   | 4-2 | Copa del Rey  | TR   | –              | –              |
| 1992-93   | 1     | Liga ACB         | 14.º | Octavos final (14.º)       | 13-18   | 0-2 | Copa del Rey  | TR   | –              | –              |
| 1993-98   | –     | –                | –    | –                          | –       | –   | –             | –    | –              | –              |
| 1998-99   | 3     | Liga EBA         | 16.º | Descenso                   | 3-27    | –   | –             | –    | –              | –              |
| 1999-00   | 4     | Copa Catalunya   | –    | –                          | –       | –   | –             | –    | –              | –              |
| 2000-01   | 5     | Copa Catalunya   | 8.º  | –                          | 17-13   | –   | –             | –    | –              | –              |
| 2001-02   | 5     | Copa Catalunya   | 1.º  | Fase final (1.º)/ Ascenso  | 28-2    | 2-0 | –             | –    | –              | –              |
| 2002-03   | 4     | Liga EBA         | 15.º | [ 4 ]                      | 7-23    | –   | –             | –    | –              | –              |
| 2003-04   | 4     | Liga EBA         | 13.º | [ 4 ]                      | 12-18   | –   | –             | –    | –              | –              |
| 2004-05   | 4     | Liga EBA         | 10.º | –                          | 14-16   | –   | –             | –    | –              | –              |
| 2005-06   | 4     | Liga EBA         | 3.º  | Semifinal (4.º)            | 19-11   | 3-1 | –             | –    | –              | –              |
| 2006-07   | 4     | Liga EBA         | 8.º  | –                          | 14-12   | –   | –             | –    | –              | –              |
| 2007-08   | 5     | Liga EBA         | 6.º  | –                          | 19-11   | –   | –             | –    | –              | –              |
| 2008-09   | 5     | Liga EBA         | 9.º  | –                          | 16-14   | –   | –             | –    | –              | –              |
| 2009-10   | 4     | Liga EBA         | 2.º  | Dieciseisavos final (20.º) | 16-8    | 1-1 | –             | –    | –              | –              |
| 2010-11   | 4     | Liga EBA         | 8.º  | –                          | 16-14   | –   | –             | –    | –              | –              |
| 2011-12   | 4     | Liga EBA         | 15.º | [ 4 ]                      | 6-22    | –   | –             | –    | –              | –              |
| 2012-13   | 4     | Liga EBA         | 12.º | Descenso                   | 13-17   | –   | –             | –    | –              | –              |
| 2013-14   | 7     | CC 2.ª Categoría | 1.º  | Fase final (2.º)/ Ascenso  | 23-7    | 1-2 | –             | –    | –              | –              |
| 2014-15   | 5     | Copa Catalunya   | 12.º | PO permanencia             | 12-18   | 0-2 | –             | –    | –              | –              |
| 2015-16   | 5     | Copa Catalunya   | 9.º  | –                          | 15-15   | –   | –             | –    | –              | –              |
| 2016-17   | 5     | Copa Catalunya   | 7.º  | –                          | 12-14   | –   | –             | –    | –              | –              |
| 2017-18   | 5     | Copa Catalunya   | 7.º  | –                          | 11-15   | –   | –             | –    | –              | –              |
| 2018-19   | 5     | Copa Catalunya   | 8.º  | –                          | 12-14   | –   | –             | –    | –              | –              |
| 2019-20   | 5     | Copa Catalunya   | 1.º  | Ascenso                    | 15-5    | –   | –             | –    | –              | –              |
| 2020-21   | 4     | Liga EBA         | 7.º  | Descenso                   | 2-10    | –   | –             | –    | –              | –              |
| 2021-22   | 5     | Copa Catalunya   | 1.º  | Fase final (1.º)/ Ascenso  | 22-6    | 3-0 | –             | –    | –              | –              |
| 2022-23   | 4     | Liga EBA         | 9.º  | –                          | 12-14   | –   | –             | –    | –              | –              |
| 2023-24   | 4     | Liga EBA         | 11.º | –                          | 9-17    | –   | –             | –    | –              | –              |
| 2024-25   | 4     | Tercera FEB      | 8.º  | –                          | 11-15   | –   | –             | –    | –              | –              |

## Palmarés
- Subcampeón Lliga Catalana ACB 1983 y 1989
- Subcampeón Copa Príncipe de Asturias 1985–86
- Campeón Lliga Catalana EBA 2006–07